# Franz Ludwig von Holnstein

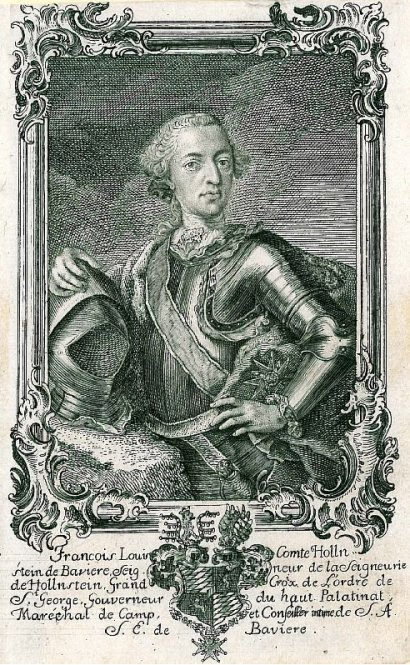
Franz Ludwig von Holnstein

Franz Ludwig von Holnstein (* 4. Oktober 1723; † 22. Mai 1780) war ein bayerischer Graf, General und natürlicher Sohn von  Kurfürst bzw. Kaiser Karl Albrecht von Bayern.

## Herkunft
Er war der uneheliche Sohn aus einer Liebesbeziehung zwischen Kurprinz Karl Albrecht von Bayern und der Hofdame Maria Caroline Charlotte Freiin von Ingenheim und hatte aus der gleichen Liaison noch die 1720 geborene Schwester Maria Josepha comtesse de Hochenfels de Bavière, die 1736 den Feldherrn und Halbbruder ihres Vaters, Emmanuel-François-Joseph Comte de Bavière (1695–1747), heiratete.
Die Mutter ehelichte 1723, drei Tage vor ihrer Niederkunft, im Einvernehmen mit Karl Albrecht, den kurfürstlichen Kammerherrn, und späteren Oberstküchenmeister bzw. Feldmarschallleutnant Graf Hieronymus von Spreti. Mit ihm hatte sie in 26 Ehejahren 14 Kinder.

## Leben

Familienwappen der Grafen von Holnstein, mittig der sogenannte Bastardbalken

Am 4. Oktober 1728 wurde Franz Ludwig unter dem Geschlechtsnamen Graf von Holnstein aus Bayern von seinem Vater legitimiert. Er war der erste dieses Adelsgeschlechtes, zählte mit seinen Nachkommen nicht zum Haus Wittelsbach, erhielt aber dessen Wappen, lediglich versehen mit einem sogenannten  Bastardbalken.
Graf Franz Ludwig von Holnstein wurde im Kloster Ettal erzogen und schlug dann die militärische Laufbahn ein. Im Österreichischen Erbfolgekrieg fungierte er zunächst als Befehlshaber eines Regimentes, ab Oktober 1742 als Generaladjutant des Feldmarschalls Friedrich Heinrich von Seckendorff, 1753 übernahm er als Generalwachtmeister das Kommando über zwei bayerische Regimenter, die seinen Namen erhielten. Am Siebenjährigen Krieg nahm Graf Holnstein von 1758 bis 1760 als Oberkommandierender des bayerischen Reichskontingents teil, erst im Rang eines Generalmajors, dann als Generalleutnant. 1760 quittierte er den militärischen Dienst.
Am 5. Mai 1760 ernannte man Franz Ludwig von Holnstein zum kurfürstlichen Statthalter (Regierungschef) der Oberpfalz. Seine Residenz nahm er im Amberger Schloss, das er auch umgestalten ließ. Von seinem Vater hatte er früher bereits das repräsentative Palais Holnstein in München erhalten, das heutige Erzbischöfliche Palais. 1768 erfolgte die Erhebung zum Reichsgrafen und zum Feldmarschallleutnant der Reichsarmee. In Holnstein, wo er sich jedoch trotz des von ihm getragenen Namens eher selten aufhielt, ließ er ein neues Schloss errichten, das heute noch (verändert) erhalten ist.
Nach seinem 1780 erfolgten Tod wurde er in der Theatinerkirche München beigesetzt.

## Familie
1757 verheiratete sich Franz Ludwig von Holnstein mit seiner Cousine Anna Maria von Löwenfeld. Sie war eine illegitime Tochter des Kölner Kurfürsten Clemens August I. von Bayern und der Bonner Harfenistin Mechthild Brion.
Gemeinsam hatten sie 12 Kinder; dies waren:
- Maria Anna Elisabeth Gräfin von Holnstein aus Bayern (1759–1798), verheiratet mit Anton Aloys Bonaventura Freiherr Horneck von Hornberg
- Maximilian Joseph Graf von Holnstein aus Bayern (1760–1838)
- Friedrich August Graf von Holnstein aus Bayern (1762–1826)
- Clemens August Franz de Paula Aloys Anton de Padua Andreas Avelin Martin Graf von Holnstein aus Bayern (1763–1814)
- Josepha Maria Magdalena Walburga Antonia Amalia Apollonia Agatha Gräfin von Holnstein aus Bayern (1765–1826), verheiratet mit Ludwig Freiherr Egkher von Kapfing-Lichtenegg
- Joseph Graf von Holnstein aus Bayern (* 14. Januar 1766)
- Ludwig Graf von Holnstein aus Bayern (* 30. März 1767)
- Sigismund Joseph Marquard Anton von Padua Franz von Paula Graf von Holnstein aus Bayern (1768–1804)
- Joseph Georg Anton Graf von Holnstein aus Bayern (1770–1809)
- Anna Franziska Xaveria Gräfin von Holnstein aus Bayern (1772–1809)
- Franz Xaver Maximilian Anton de Padua Aloys Guido Graf von Holnstein aus Bayern (1773–1834)
- Maria Amalia Carolina Augusta Franziska de Paula, Gräfin von Holnstein aus Bayern (1775–1864), verheiratet mit Christian Adam Freiherr Lochner von Hüttenbach